# 신장림역
신장림역(Sinjangnim station, 新長林驛)은 부산광역시 사하구 장림동에 있는 부산 도시철도 1호선의 전철역이다. 
이 역은 다대포 연장구간의 역들 중 낫개역과 함께 곡선 승강장을 갖추고 있다.

## 역사
- 2017년 4월 20일 : 부산 도시철도 1호선 다대포 연장구간 개통과 함께 영업 개시

## 역 구조
2면 2선 상대식 승강장을 가진 지하역이다. 스크린도어가 설치되어 있다.
- 반대편횡단: 불가능

### 승강장
| 낫개 ↑ |
| \| 상  |
| ↓ 장림 |

| 상행 | ● 부산 도시철도 1호선 | 다대포해수욕장 방면              |
| 하행 | ● 부산 도시철도 1호선 | 부산역 · 서면 · 동래 · 노포 방면 |

## 역 주변
- 장림현대아파트
- 하나병원
- 경희병원
- 장림한서병원
- 효림초등학교
- 협성르네상스 아파트
- 신세대지큐빌
- 영남중학교
- 장림동원타워맨션
- 극동스타클래스

## 인접한 역
| 부산 도시철도 1호선          | 부산 도시철도 1호선   | 부산 도시철도 1호선 |
| ---------------------------- | --------------------- | ------------------- |
| 097 낫개 다대포해수욕장 방면 | ● 부산 도시철도 1호선 | 099 장림 노포 방면  |